# 748
| 748                |
| ------------------ |
| Dødsfald - Fødsler |
|                    |

| Gregoriansk kalender | 748 DCCXLVIII           |
| Ab urbe condita      | 1501                    |
| Armensk kalender     | 197 ԹՎ ՃՂԷ              |
| Kinesiske kalender   | 3444 – 3445 丁亥 – 戊子 |
| Etiopisk kalender    | 740 – 741               |
| Jødisk kalender      | 4508 – 4509             |
| Hindukalendere       |                         |
| - Vikram Samvat      | 803 – 804               |
| - Shaka Samvat       | 670 – 671               |
| - Kali Yuga          | 3849 – 3850             |
| Iransk kalender      | 126 – 127               |
| Islamisk kalender    | 130 – 131               |

Se også 748 (tal)

## Dødsfald
- 18. januar – Odilo, Bayerns hertug (født før 700)
- 21. april – Gensho, 44. kejserinde af Japan (715-724) (født 680)
- Nasr ibn Sajjar, umayyadisk statholder i Chorassan (født 663)